# Manoir de Penguily (Plouray)
Le manoir de Penguily est situé à Plouray en France.

## Localisation
Le manoir est situé sur le territoire de la commune de Plouray, au lieu-dit Penguily, à 1,5 km au nord-ouest du bourg, dans le département du Morbihan en région Bretagne.

## Description
Le manoir date des XVe et XVIe siècles, édifice à un  étage carré, élévation à travées, construction en moellons de granite, toiture à longs pans couverte d'ardoises, appentis massé brisé ; pignon découvert ; pignon couvert. Escalier hors-œuvre : escalier à vis sans jour.

## Historique
Le manoir est inscrit à l'inventaire général du patrimoine culturel en 1969.